# Набата
Набата (кат. Navata) - муніципалітет, розташований в Автономній області Каталонія, в Іспанії. Знаходиться у районі (кумарці) Ал Ампурда провінції Жирона, згідно з новою адміністративною реформою перебуватиме у складі Баґарії (округи) Жирона.

## Населення
Населення міста (у 2007 р.) становить 1.023 особи (з них менше 14 років - 17,6%, від 15 до 64 - 64%, понад 65 років - 18,4%). У 2006 р. народжуваність склала 9 осіб, смертність - 8 осіб, зареєстровано 5 шлюбів. У 2001 р. активне населення становило 308 осіб, з них безробітних - 15 осіб.

Серед осіб, які проживали на території міста у 2001 р., 630 народилися в Каталонії (з них 469 осіб у тому самому районі, або кумарці), 53 особи приїхали з інших областей Іспанії, а 58 осіб приїхало з-за кордону. 

Університетську освіту має 11% усього населення. 

У 2001 р. нараховувалося 282 домогосподарства (з них 21,6% складалися з однієї особи, 32,3% з двох осіб,20,9% з 3 осіб, 16,7% з 4 осіб, 5% з 5 осіб, 2,5% з 6 осіб, 1,1% з 7 осіб, 0% з 8 осіб і 0% з 9 і більше осіб).

Активне населення міста у 2001 р. працювало у таких сферах діяльності : у сільському господарстві - 10,6%, у промисловості - 11,9%, на будівництві - 14,3% і у сфері обслуговування - 63,1%. 

 У муніципалітеті або у власному районі (кумарці) працює 250 осіб, поза районом - 175 осіб.

### Зростання населення
| 1497 f | 1515 f | 1553 f | 1717 | 1787 | 1857  | 1877  | 1887  | 1900 | 1910  |
| ------ | ------ | ------ | ---- | ---- | ----- | ----- | ----- | ---- | ----- |
| 52     | 48     | 58     | 465  | 752  | 1.137 | 1.109 | 1.022 | 969  | 1.047 |

| 1920  | 1930 | 1940 | 1950 | 1960 | 1970 | 1981 | 1990 | 1992 | 1994 |
| ----- | ---- | ---- | ---- | ---- | ---- | ---- | ---- | ---- | ---- |
| 1.054 | 922  | 862  | 881  | 701  | 645  | 610  | 659  | 666  | 658  |

| 1996 | 1998 | 2000 | 2002 | 2004 | 2006 | 2008 | 2010 | 2012 | 2014 |
| ---- | ---- | ---- | ---- | ---- | ---- | ---- | ---- | ---- | ---- |
| 685  | 663  | 708  | 753  | 826  | 980  | -    | -    | -    | -    |

### Безробіття
У 2007 р. нараховувалося 19 безробітних (у 2006 р. - 26 безробітних), з них чоловіки становили 63,2%, а жінки - 36,8%.

## Економіка

### Підприємства міста

#### Промислові підприємства
| \| Промислові підприємства міста, за сферою діяльності \| Промислові підприємства міста, за сферою діяльності \| Промислові підприємства міста, за сферою діяльності \| \| Рік \| 2002 р. \| 2001 р. \| \| --------------------------------------------------- \| --------------------------------------------------- \| --------------------------------------------------- \| \| Енергетичні та водні ресурси \| 0% \| 0% \| \| Хімія та метали \| 20% \| 20% \| \| Переробка металів \| 20% \| 20% \| \| Продукти харчування \| 40% \| 40% \| \| Текстиль \| 0% \| 0% \| \| Виробництво меблів, видання \| 0% \| 0% \| \| Інше \| 20% \| 20% \| \| Усього підприємств \| 5 \| 5 \| |         |         |
| Промислові підприємства міста, за сферою діяльності |         |         |
| Рік | 2002 р. | 2001 р. |
| Енергетичні та водні ресурси | 0%      | 0%      |
| Хімія та метали | 20%     | 20%     |
| Переробка металів | 20%     | 20%     |
| Продукти харчування | 40%     | 40%     |
| Текстиль | 0%      | 0%      |
| Виробництво меблів, видання | 0%      | 0%      |
| Інше | 20%     | 20%     |
| Усього підприємств | 5       | 5       |

#### Роздрібна торгівля
| \| Підприємства роздрібної торгівлі міста, за сферою діяльності \| Підприємства роздрібної торгівлі міста, за сферою діяльності \| Підприємства роздрібної торгівлі міста, за сферою діяльності \| \| Рік \| 2002 р. \| 2001 р. \| \| ------------------------------------------------------------ \| ------------------------------------------------------------ \| ------------------------------------------------------------ \| \| Продукти харчування \| 22,2% \| 22,2% \| \| Одяг та взуття \| 0% \| 0% \| \| Товари для дому \| 22,2% \| 22,2% \| \| Книги та періодичні видання \| 0% \| 0% \| \| Промислова хімічна продукція \| 11,1% \| 11,1% \| \| Продукція, пов'язана з транспортними засобами \| 0% \| 0% \| \| Інше \| 44,4% \| 44,4% \| \| Усього підприємств \| 9 \| 9 \| |         |         |
| Підприємства роздрібної торгівлі міста, за сферою діяльності |         |         |
| Рік | 2002 р. | 2001 р. |
| Продукти харчування | 22,2%   | 22,2%   |
| Одяг та взуття | 0%      | 0%      |
| Товари для дому | 22,2%   | 22,2%   |
| Книги та періодичні видання | 0%      | 0%      |
| Промислова хімічна продукція | 11,1%   | 11,1%   |
| Продукція, пов'язана з транспортними засобами | 0%      | 0%      |
| Інше | 44,4%   | 44,4%   |
| Усього підприємств | 9       | 9       |

#### Сфера послуг
| \| Підприємства міста, що працюють у сфері послуг, за діяльністю \| Підприємства міста, що працюють у сфері послуг, за діяльністю \| Підприємства міста, що працюють у сфері послуг, за діяльністю \| \| Рік \| 2002 р. \| 2001 р. \| \| ------------------------------------------------------------- \| ------------------------------------------------------------- \| ------------------------------------------------------------- \| \| Гуртова торгівля \| 5,3% \| 5,4% \| \| Готелі та готельний бізнес \| 23,7% \| 21,6% \| \| Транспорт та зв'язок \| 13,2% \| 13,5% \| \| Посередницькі фінансові послуги \| 2,6% \| 2,7% \| \| Послуги підприємствам \| 2,6% \| 2,7% \| \| Послуги фізичним особам \| 31,6% \| 32,4% \| \| Нерухомість та ін. \| 21,1% \| 21,6% \| \| Усього підприємств \| 38 \| 37 \| |         |         |
| Підприємства міста, що працюють у сфері послуг, за діяльністю |         |         |
| Рік | 2002 р. | 2001 р. |
| Гуртова торгівля | 5,3%    | 5,4%    |
| Готелі та готельний бізнес | 23,7%   | 21,6%   |
| Транспорт та зв'язок | 13,2%   | 13,5%   |
| Посередницькі фінансові послуги | 2,6%    | 2,7%    |
| Послуги підприємствам | 2,6%    | 2,7%    |
| Послуги фізичним особам | 31,6%   | 32,4%   |
| Нерухомість та ін. | 21,1%   | 21,6%   |
| Усього підприємств | 38      | 37      |

## Житловий фонд
У 2001 р. 3,2% усіх родин (домогосподарств) мали житло метражем до 59 м², 12,8% - від 60 до 89 м², 45,7% - від 90 до 119 м² і
38,3% - понад 120 м².

З усіх будівель у 2001 р. 22,9% було одноповерховими, 52,2% - двоповерховими, 24,9
% - триповерховими, 0% - чотириповерховими, 0% - п'ятиповерховими, 0% - шестиповерховими,
0% - семиповерховими, 0% - з вісьмома та більше поверхами.

## Автопарк
| \| Автомобілі, зареєстровані у місті, за призначенням \| Автомобілі, зареєстровані у місті, за призначенням \| Автомобілі, зареєстровані у місті, за призначенням \| \| Рік \| 2006 р. \| 2005 р. \| \| -------------------------------------------------- \| -------------------------------------------------- \| -------------------------------------------------- \| \| Приватні автомобілі \| 62,3% \| 62,2% \| \| Мотоцикли \| 9,5% \| 9% \| \| Вантажівки \| 26,3% \| 27,5% \| \| Трактори \| 0% \| 0% \| \| Автобуси та ін. \| 1,9% \| 1,3% \| \| Усього автомобілів \| 798 шт. \| 743 шт. \| |         |         |
| Автомобілі, зареєстровані у місті, за призначенням |         |         |
| Рік | 2006 р. | 2005 р. |
| Приватні автомобілі | 62,3%   | 62,2%   |
| Мотоцикли | 9,5%    | 9%      |
| Вантажівки | 26,3%   | 27,5%   |
| Трактори | 0%      | 0%      |
| Автобуси та ін. | 1,9%    | 1,3%    |
| Усього автомобілів | 798 шт. | 743 шт. |

## Вживання каталанської мови
У 2001 р. каталанську мову у місті розуміли 97,9% усього населення (у 1996 р. - 99,6%), вміли говорити нею 90,3% (у 1996 р. - 
97%), вміли читати 86,2% (у 1996 р. - 92,6%), вміли писати 45,1
% (у 1996 р. - 48,4%). Не розуміли каталанської мови 2,1%.

## Політичні уподобання
У виборах до Парламенту Каталонії у 2006 р. взяло участь 445 осіб (у 2003 р. - 438 осіб). Голоси за політичні сили розподілилися таким чином:
| \| Вибори до Парламенту Каталонії \| Вибори до Парламенту Каталонії \| Вибори до Парламенту Каталонії \| \| Рік \| 2006 р. \| 2003 р. \| \| -------------------------------------- \| ------------------------------ \| ------------------------------ \| \| Конвергенція та Єднання (CiU) \| 42% \| 50,7% \| \| Соціалістична партія Каталонії (PSC) \| 10,8% \| 11,2% \| \| Народна партія (PP) \| 4,3% \| 5% \| \| Ініціатива за зелену Каталонію (IC) \| 13,5% \| 5,7% \| \| Республіканська лівиця Каталонії (ERC) \| 24,9% \| 26,5% \| \| Громадянська партія (C's) \| 1,8% \| 0% \| \| Інші \| 2,7% \| 0,9% \| |         |         |
| Вибори до Парламенту Каталонії |         |         |
| Рік | 2006 р. | 2003 р. |
| Конвергенція та Єднання (CiU) | 42%     | 50,7%   |
| Соціалістична партія Каталонії (PSC) | 10,8%   | 11,2%   |
| Народна партія (PP) | 4,3%    | 5%      |
| Ініціатива за зелену Каталонію (IC) | 13,5%   | 5,7%    |
| Республіканська лівиця Каталонії (ERC) | 24,9%   | 26,5%   |
| Громадянська партія (C's) | 1,8%    | 0%      |
| Інші | 2,7%    | 0,9%    |

У муніципальних виборах у 2007 р. взяло участь 502 особи (у 2003 р. - 458 осіб). Голоси за політичні сили розподілилися таким чином:
| \| Муніципальні вибори \| Муніципальні вибори \| Муніципальні вибори \| \| Рік \| 2007 р. \| 2003 р. \| \| -------------------------------------- \| ------------------- \| ------------------- \| \| Конвергенція та Єднання (CiU) \| 61% \| 64,4% \| \| Соціалістична партія Каталонії (PSC) \| 12,4% \| 0% \| \| Народна партія (PP) \| 0% \| 3,3% \| \| Ініціатива за зелену Каталонію (IC) \| 0% \| 0% \| \| Республіканська лівиця Каталонії (ERC) \| 26,7% \| 32,3% \| \| Громадянська партія (C's) \| 0% \| 0% \| \| Інші \| 0% \| 0% \| |         |         |
| Муніципальні вибори |         |         |
| Рік | 2007 р. | 2003 р. |
| Конвергенція та Єднання (CiU) | 61%     | 64,4%   |
| Соціалістична партія Каталонії (PSC) | 12,4%   | 0%      |
| Народна партія (PP) | 0%      | 3,3%    |
| Ініціатива за зелену Каталонію (IC) | 0%      | 0%      |
| Республіканська лівиця Каталонії (ERC) | 26,7%   | 32,3%   |
| Громадянська партія (C's) | 0%      | 0%      |
| Інші | 0%      | 0%      |